# Oda Olberg
Oda Olberg  (verheiratete Lerda; auch: Oda Olberg-Lerda, * 2. Oktober 1872 in Bremerhaven; † 11. April 1955 in Buenos Aires) war eine sozialdemokratische Journalistin, die sich für Frauenemanzipation und sozialistische Eugenik einsetzte.

## Leben
Oda Olberg war die Tochter eines hohen deutschen Marineoffiziers. Ihre Jugend verbrachte sie in Deutschland. Sie dachte daran, Medizin zu studieren. Erlernte aber auf Anraten der Mutter zunächst den Beruf der Krankenschwester. In Leipzig besuchte sie das Gymnasium und hörte Vorlesungen in Medizin und Philosophie.
Früh war sie in der deutschen sozialdemokratischen Bewegung aktiv, schon mit 17 veröffentlichte sie ihre ersten Artikel. 1896 trat Olberg dann aus dem Allgemeinen Deutschen Frauenverein aus und wechselte in die SPD hinüber. Noch im selben Jahr ging sie aus gesundheitlichen Gründen, vermutlich Tuberkulose, nach Italien. Dort lernte sie ihren Mann kennen, den sozialistischen Politiker Giovanni Lerda. 1896 heirateten die beiden. Sie hatten vier Kinder. In Italien war Olberg als freie Journalistin tätig, war in der Redaktion der sozialistischen Zeitschrift Avanti! eine Kollegin von Benito Mussolini. Bereits vor dem Ersten Weltkrieg war sie als Korrespondentin für die Arbeiter-Zeitung und für verschiedene deutsche Blätter aktiv. Während des Ersten Weltkrieges arbeitete sie als Krankenpflegerin, danach wieder als Journalistin in Italien. Nach der Machtübernahme durch die Faschisten war sie Repressalien ausgesetzt, die Wohnung in Rom wurde mehrmals verwüstet. Olberg flüchtete nach Wien. Nach einem Aufenthalt in Südamerika kehrte sie 1929 nach Wien zurück. Im Jahr 1934 siedelte sie nach Buenos Aires aus und kehrte nicht mehr nach Österreich zurück, war aber weiterhin publizistisch tätig. Nach dem Zweiten Weltkrieg war durch eine schwere Krankheit nicht mehr an eine Rückkehr zu denken. Sie lieferte aber weiterhin Zeitungsbeiträge. 1955 verstarb Olberg in Buenos Aires.

## Werk
1897 veröffentlichte sie im Bd. 18 der Zukunft einen Artikel über „Das Recht auf den Tod“. Außerdem war sie Befürworterin eines Rechts auf Abtreibung. Ihr 1902 erschienenes Werk Das Weib und der Intellectualismus war eine Antwort auf die Thesen von Möbius über den physiologischen Schwachsinn des Weibes. Olberg lieferte Beiträge für die Arbeiter-Zeitung von Victor Adler und publizierte auch in Organen wie Dokumente der Frauen, Die Frau und Die Unzufriedene.
In ihrem Buch Die Entartung in ihrer Kulturbedingtheit versuchte sie in Anlehnung an Lombroso das Phänomen der Kriminalität durch biologische Minderwertigkeit zu erklären. Daneben beschäftigte sich Olberg in dieser Schrift auch mit der Lage des Proletariats und Lumpenproletariats. Olberg glaubte, dass die Kultur und der Mangel an natürlicher Auslese zu einer Verschlechterung des Erbgutes führen würde. Obgleich sie an ihrer Forderung einer rassenhygienischen Politik festhielt, war Olberg eine Gegnerin des Nationalsozialismus: „Der so notwendige Appell an ein rassenhygienisches Bewusstsein der Massen verhallt heute zum Teil deshalb ungehört, weil der Nationalsozialismus diese Forderung in sein reaktionäres Warenlager aufgenommen hat.“

## Veröffentlichungen
- Das Elend in der Hausindustrie der Konfektion. Leipzig 1896.
- Bibliographie der Sozialwissenschaften. Bibliographie des sciences sociales, Bibliography of social science. Bearb. in Verb. mit: Henry Barrault, Wilhelm Boehmert, David Kinley (etc.), Dresden 1905.
- Das Weib und der Intellectualismus. Berlin/Bern 1902.
- Ettore Ciccotti: Der Untergang der Sklaverei im Altertum. [Deutsch von Oda Olburg], Berlin 1910.
- Der Fascismus in Italien. Jena 1923.
- Der lebendige Marxismus: Festgabe zum 70. Geburtstage von Karl Kautsky. Mit Beitr. von Max Adler, Otto Bauer, [Oda Olberg]. Hrsg. von Otto Jenssen, Jena 1924.
- Die Entartung in ihrer Kulturbedingtheit. München 1926.
- Nationalsozialismus. Wien/Leipzig 1932.
- Der Mensch sein eigener Feind. Nest-Verlag, Nürnberg 1948.

## Sekundärliteratur
- Nachruf in der Arbeiter-Zeitung, 22. April 1955
- Oda Olberg-Lerda. In: Franz Osterroth: Biographisches Lexikon des Sozialismus. Verstorbene Persönlichkeiten. Bd. 1. J. H. W. Dietz Nachf., Hannover 1960, S. 235.
- Fritz Hausjell: Oda Olberg-Lerda – die beste sozialistische Journalistin. In: Medien & Zeit (1987), 1, S. 17–21.
- Ilse Korotin: Oda Olberg-Lerda (1872–1955). In: Mitteilungen des Instituts für Wissenschaft und Kunst 50 (1995) 3: Frauen im Umkreis des Austromarxismus, S. 37–44.
- Ilse Korotin: „Bemerkungen über Rassenhygiene und Sozialismus“ – Oda Olberg-Lerda, die eugenische Bewegung und ihre Rezeption durch die Linke. In: Die Revolutionierung des Alltags. Frankfurt am Main [u. a.] 2004, S. 101–119.
- Birgit Friedrich: Publizistinnen und Publizisten aus Österreich im argentinischen Exil. In: Mitteilungen des Instituts für Wissenschaft und Kunst 44 (1989) 3 : Österreichischer Journalismus im Exil 1933/34–1945, S. 7–17.
- Martina Pietsch: Oda Olberg – Leben und Werk 1872–1955 – eine qualitative Analyse ihrer journalistischen und publizistischen Arbeiten. Wien, Univ., Dipl.-Arb., 2005.
- Olberg-Lerda, Oda, in: Werner Röder, Herbert A. Strauss (Hrsg.): Biographisches Handbuch der deutschsprachigen Emigration nach 1933. Band 1: Politik, Wirtschaft, Öffentliches Leben. Saur, München 1980, S. 539
- Klaus G. Saur: Olberg-Lerda, Oda. In: Karin Peter, Gabriele Bartelt-Kircher, Anita Schröder (Hrsg.): Zeitungen und andere Drucksachen. Die Bestände des Dortmunder Instituts für Zeitungsforschung als Quelle und Gegenstand der Forschung. Klartext-Verlag, Essen 2014, ISBN 978-3-8375-1015-7, S. 489.